# Æ
Æ, æ er det 27. bogstav i det danske alfabet.
Tegnet Æ er opstået som ligatur af bogstaverne A og E, som i det latinske ae. Det har været brugt i flere sprog, bl.a. på oldengelsk, middelalderlatin og stadig i kirkelatin og lægelatin. Æ kan også bruges i engelske ord af latinsk oprindelse, men er blevet ualmindeligt i dag. Æ må ikke forveksles med ligaturen Œ på fransk, som er en sammenskrivning af oe. I nogle skrifttyper og håndskrifter kan de dog have samme form.
Æ bruges i dag i dansk, norsk, islandsk, færøsk og ossetisk som et selvstændigt bogstav i alfabetet. På tysk og svensk bruges i stedet bogstavet Ä. Svensk har brugt Æ frem til 1600-tallet.
På sønderjysk og thybomål har pronomenet der betyder 'jeg', formen Æ. I det internationale fonetiske alfabet er [æ] en fortungevokal med en åbningsgrad mellem halvåben og åben.

## Computertegnsæt
I unicode er Æ U+00C6 og æ U+00E6.
På Microsoft Windows-maskiner vil [Alt]0198 give Æ og [Alt]0230 give æ.
På en webside kan en af formerne i tabellen til højre bruges, uanset hvilket tegnsæt der bruges.